# Nancy McKeon
Nancy McKeon, född 4 april 1966 i Westbury, New York, är en amerikansk skådespelare som är mest känd för sin roll som Jo Polniaczek i TV-serien The Facts of Life (1979-1988).
Nancy McKeons genombrott var 1979 i TV-serien The Facts of Life, men hon spelade också i såpoperan The Secret Storm och Another World.
År 1989 spelade hon huvudrollen i filmen En bön om nåd, där hon spelar en kvinna som blir trakasserad och misshandlad av sin man. Filmen är baserad på en sann historia.
1995 startade hon sin egen serie, Can't Hurry Love, som bara varade i en säsong. Efter det, under 1998, startade hon en komediserie med Jean Smart, som hette Style & Substance.
Sen 2009 har hon dykt upp lite då och då i serien Sonnys chans, där spelar hon Demi Lovatos mamma Connie Munroe.